# John Alfred Prestwich
John Alfred Prestwich (1874 - 1952) fue un ingeniero, empresario e inventor inglés.  Fundó la compañía JA Prestwich Industries Ltd en 1895 y fue pionero en el desarrollo temprano de proyectores y cámaras cinematográficas.  La compañía también fabricó sus famosos motores de motocicleta JAP. Otra compañía filial fundada por Prestwich se dedicó a la producción de lapiceros.

## Semblanza
Prestwich nació en Kensington en 1874. Era hijo de William Henry Prestwich, un fotógrafo, y de su esposa Elizabeth.
Trabajó con S. Z. de Ferranti y más tarde con el pionero del cine William Friese-Greene . 
Fue galardonado con la Medalla Edward Longstreth por el Instituto Franklin en 1919.